# Cootie Williams and His Savoy Ballroom Orchestra
Cootie Williams and His Savoy Ballroom Orchestra è una raccolta del trombettista jazz statunitense Cootie Williams, pubblicato dalla casa discografica RCA Records nel 1972.

## Tracce

### LP
Lato A
1. Rinkey Dink – 2:28 (Cootie Williams, Larry Dale, Jack Hamilton) – Registrato il 29 marzo 1957 al RCA Victor-Studio I di New York City
2. Please Give Your Love to Me – 2:29 (Jay Franklin) – Registrato il 29 marzo 1957 al RCA Victor-Studio I di New York City
3. Block Rock – 2:44 (Elwin Frazier, Cootie Williams) – Registrato il 29 marzo 1957 al RCA Victor-Studio I di New York City
4. Percy Speaks – 2:04 (Bill Doggett, Percy France) – Registrato il 29 marzo 1957 al RCA Victor-Studio I di New York City
5. Now That You've Loved – 2:16 (Noel Regney, Gloria Regney) – Registrato il 15 maggio 1957 al Webster Hall di New York City
6. Blue Sunday – 2:29 (Sid Wayne, Al Frisch) – Registrato il 15 maggio 1957 al Webster Hall di New York City

Lato B
1. Available Lover – 2:20 (Al Elias, Isaac Joseph, Eddie Wilcox) – Registrato il 15 maggio 1957 al Webster Hall di New York City
2. It's All in Your Mind – 2:20 (Jackie Burks, Otis Blackwell) – Registrato il 15 maggio 1957 al Webster Hall di New York City
3. Blue Sunday – 2:29 (Sid Wayne, Al Frisch) – Registrato il 10 settembre 1957 al RCA Victor-Studio 3 di New York City
4. It Hurts Me – 2:35 (Jay Franklin) – Registrato il 10 settembre 1957 al RCA Victor-Studio 3 di New York City
5. Rangoon (Elwin's Blues) – 2:09 (Elwin Fraizer, Cootie Williams) – Registrato il 10 settembre 1957 al RCA Victor-Studio 3 di New York City
6. Boomerang – 2:36 (Elwin Fraizer) – Registrato il 10 settembre 1957 al RCA Victor-Studio 3 di New York City

## Musicisti
Rinkey Dink / Please Give Your Love to Me / Block Rock / Percy Speaks
- Cootie Williams - tromba
- Rupert Cole - sassofono alto
- George Clarke - sassofono tenore
- Al Sears - sassofono tenore
- Elwin Fraizer - sassofono baritono
- Larry Dale - chitarra, voce
- Kenny Burrell - chitarra
- Preston Brown - organo
- Al Lucas - contrabbasso
- Lester Jenkis - batteria

Now That You've Loved / Blue Sunday / Available Lover / It's All in Your Mind
- Cootie Williams - tromba
- Phil Barboza - tromba
- Rupert Cole - sassofono alto
- George Clarke - sassofono tenore
- Al Sears - sassofono tenore
- Elwin Fraizer - sassofono baritono
- Eddie Wilcox - pianoforte
- Preston Brown - organo
- Everett Barksdale - chitarra
- Larry Dale - chitarra, voce
- Abe Baker - contrabbasso
- Lester Jenkins - batteria
- Wini Brown - voce
- Jala Devigard - accompagnamento vocale-cori (nel brano: Now That You've Loved)
- Miriam Workman - accompagnamento vocale-cori (nel brano: Now That You've Loved)
- Bettye McCormack - accompagnamento vocale-cori (nel brano: Now That You've Loved)

Blue Sunday / It Hurts Me / Rangoon (Elwin's Blues) / Boomerang
- Cootie Williams - tromba
- Rupert Cole - sassofono alto
- George Berg - sassofono tenore
- George Clarke - sassofono tenore
- Elwin Fraizer - sassofono baritono
- Skeeter Best - chitarra
- Larry Dale - chitarra, voce
- Dave Martin - pianoforte
- Leroy Glover - organo
- Abe Baker - contrabbasso
- Lester Jenkins - batteria
- Wini Brown - voce

Note aggiuntive
- H.F. McCuen - produttore[2]